# Jolan (rivière)
Pour les articles homonymes, voir Jolan.
Le Jolan est une rivière française qui coule dans le département de l'Allier. C'est un affluent du Sichon en rive droite, et donc un sous-affluent de la Loire par le Sichon puis l'Allier.

## Géographie
Le Jolan prend sa source dans la région de la Montagne bourbonnaise, au sud-est du département de l'Allier, sur le territoire du Mayet-de-Montagne. Après un cours dirigé vers l'ouest, il se jette dans le Sichon à Cusset.

## Communes traversées
Dans le département de l'Allier
- Le Mayet-de-Montagne, La Chapelle, Nizerolles, Isserpent, Molles, Saint-Christophe, Saint-Étienne-de-Vicq et Cusset.

## Hydrologie
Le Jolan est une rivière fort bien alimentée. Son débit a été observé durant une période de 15 ans (1994-2008), à Cusset, localité du département de l'Allier située dans l'agglomération de Vichy, au niveau de son confluent avec le Sichon. Le bassin versant de la rivière y est de 64 km2 (soit sa totalité).
Le module de la rivière à Cusset est de 0,64 m3/s.
Le Jolan présente des fluctuations saisonnières de débit caractéristiques du Massif central. Les hautes eaux ont lieu en hiver et au printemps et portent le débit mensuel moyen à un niveau situé entre 0,735 et 1,100 m3/s, de décembre à mai inclus (avec un maximum en janvier-février). Dès la fin du mois de mai, le débit mensuel diminue rapidement jusqu'aux basses eaux d'été. Celles-ci se déroulent de début juillet à fin septembre, et s'accompagnent d'une baisse du débit moyen mensuel allant jusqu'à 0,177 m3/s au mois de septembre. Mais les fluctuations de débit sont plus prononcées sur de plus courtes périodes ou selon les années.
À l'étiage, le VCN3 peut chuter jusque 0,002 m3/s, en cas de période quinquennale sèche, soit 2 petits litres par seconde, ce qui doit être qualifié de très sévère.
Le Jolan est une rivière abondante, bien alimentée par les précipitations assez fournies du rebord nord du Massif central. La lame d'eau écoulée dans son bassin versant est de 317 millimètres annuellement, ce qui est plus ou moins équivalent à la moyenne d'ensemble de la France tous bassins confondus (320 millimètres), et très supérieur à la moyenne du bassin de la Loire (245 millimètres). Le débit spécifique de la rivière (ou Qsp) atteint dès lors le chiffre solide de 10,0 litres par seconde et par kilomètre carré de bassin.

### Crues
Les crues peuvent être fort importantes, même si elles sont limitées par la taille modeste de la rivière et de son bassin versant. Les QIX 2 et QIX 5 valent respectivement 12 et 19 m3/s. Le QIX 10 est de 23 m3/s, le QIX 20 de 27 m3/s, tandis que le QIX 50 n'a pas été calculé étant donné l'insuffisance de la durée d'observation des débits.
Le débit instantané maximal enregistré à Cusset durant cette période de 16 ans, a été de 30,9 m3/s le 5 mai 2001, tandis que la valeur journalière maximale était de 22,2 m3/s le même jour. Si l'on compare la première de ces valeurs à l'échelle des QIX de la rivière, l'on constate que cette crue était assez nettement supérieure à la crue vicennale prévue par le QIX 20, et donc assez exceptionnelle.
Les dernières crues du Jolan ont eu lieu :
- entre le 19 et le 22 mai 2012 : crue cinquantennale[2] (37,2 m3/s à Cusset) ayant inondé quelques rues[3] ;
- le 8 août 2013 : crue centennale[2] (53,3 m3/s à Cusset) ayant inondé la rue de l'Industrie, plusieurs entreprises et un entrepôt[3] ;
- les 28 et 29 mai 2016 : 23,3 m3/s relevés à Cusset[3].